# Kaelin Clay
Kaelin Clay (Long Beach, 3 gennaio 1992) è un ex giocatore di football americano statunitense che ha giocato nei ruoli di wide receiver e kick returner.

## Biografia

### Tampa Bay Buccaneers
Dopo avere giocato all'università a football all'Università dello Utah, Clay fu scelto nel corso del sesto giro (184º assoluto) del Draft NFL 2015 dai Tampa Bay Buccaneers. Il 15 novembre 2015 fu svincolato.

### Detroit Lions
Il 22 settembre 2015, Clay firmò con la squadra di allenamento dei Detroit Lions.

### Baltimore Ravens
Il 17 novembre 2015, Clay firmò con i Baltimore Ravens. Il 22 novembre disputò la sua prima partita contro i St. Louis Rams. La settimana successiva, contro i Cleveland Browns, ritornò un punt per 82 yard in touchdown nel Monday Night Football. La sua stagione da rookie si concluse con sette presenze.

## Statistiche
| Partite totali         | 7 |
| Partite da titolare    | 0 |
| Ricezioni              | 0 |
| Yard ricevute          | 0 |
| Touchdown su ricezione | 0 |
| Touchdown su ritorno   | 1 |

Statistiche aggiornate alla stagione 2015